# Orrkojgölarna
Orrkojgölarnas domänreservat är ett naturreservat och natura 2000-område i Norrköpings kommun i Östergötlands län.
Syftet med reservatet är enligt Utvidgningsbeslutet att bervara biologisk mångfald och värdefulla naturmiljöer. Som del i detta ingår det i skötselplanen att delar som är präglade av brand ska naturvårdsbrännas med lämpliga intervall. År 2009 brann ett mindre område öster om Stora Blankgölen oplanerat och kontrollerade naturvårdsbränningar gjordes 2017 och 2018.  Fågelarterna Nattskärra, Orre, Sparvuggla, Spillkråka och Tjäder är utpekade i bevarandeplanen för att bidra till att bibehålla eller uppnå en livskraftiga stammar i sydöstra Sverige.
Området avsattes 1947 till domänreservat inom Domänverket och är skyddat som naturreservat sedan 1998. Reservatet var från början 53 hektar stort men mättes in och det bildades en fastighet 2013 och därmed utökades reservatet i praktiken till 57,4 hektar, den gränsen fastslogs genom beslut 2016. Marken ägs av Sveaskog och reservatet förvaltas av Länsstyrelsen Östergötland.
Reservatet omfattar flera gölar och består av ligger ca 3 km norr om Svärtinge. I norra kanten finns en parkeringsplats med eldplats och fikabord. Vid Lilla Orrkojgölen finns ett vindskydd med eldplats och fikabord. Det finns även en uppmärkt vandringsled som går genom stora delar av reservatet och har informationstavlor om naturvårdsbränning. Området består förutom av våtmarker av tallskog, barrnaturskog och sumpskog.